# 북수원도서관
북수원도서관은 경기도 수원시 장안구 정자동 소재의 도서관이다.

## 연혁
- 2006년 3월 9일 개관.
- 2006년 4월 26일 동남보건대학 학술정보관 협약 체결.
- 2016년 9월 1일 북수원도서관으로 명칭 변경

## 시설현황
- 3층: 제1열람실, 제2열람실, 노트북실
- 2층: 문헌정보자료실, 디지털자료실
- 1층: 어린이실, 강당
- 지하1층: 보존서고

## 이용 안내
이용 시간
- 문헌정보자료실, 디지털자료실: 평일 09:00~22:00 / 토·일요일 09:00~17:00
- 어린이자료실: 평일 09:00~18:00 / 토·일요일 09:00~17:00
- 일반열람실: 매일 07:00∼23:00

휴관일
- 매월 첫째, 셋째 월요일
- 국가지정 공휴일